# يوكي ماكي
يوكي ماكي (باليابانية: 巻 佑樹) (مواليد 26 يونيو 1984)، هو لاعب كرة قدم ياباني سابق كان يلعب كمهاجم.

## وصلات خارجية
- يوكي ماكي على موقع رابطة كرة القدم اليابانية للمحترفين (اليابانية)
- يوكي ماكي على موقع قاعدة بيانات كرة القدم.إي يو (الإنجليزية)
- يوكي ماكي على موقع Soccerway.com (الإنجليزية)
- يوكي ماكي على موقع عالم كرة القدم.نت (الإنجليزية)
- يوكي ماكي على موقع كووورة